# القبعة والنبي
القبعة والنبي هي مسرحية للكاتب والصحفي غسان كنفاني. أنهى كتابة هذه المسرحية في بدايات عام 1967 لكنها لم تُنشر إلا عام 1973، أي بعد استشهاد غسان كنفاني بتسعة أشهر، إذ نشرت، للمرة الأولى، في مجلة شؤون فلسطينية في نيسان 1973. رغم أن الكثير من أدب كنفاني كان سياسيًا بشكل واضح، إلا أن هذه المسرحية تأثرت بالحداثة والوجودية، تناقش الفلسفة الوجودية، وتشير إلى الدلالات المختلفة لهذه الفلسفة في العالمين العربي والغربي.

## الشخصيات
- المتهم: هو شخص متهم بقتل كائن فضائي يُعرف باسم الشيء.
- القاضيان: الرقم 1 والرقم 2 يشرفان على القضية ضده.
- السيدة: هي حبيبته وهي حامل بطفله.
- الأم: هي والدة السيدة.
- ساعي البريد: يعاني من فضول مفرط.
- الشيء: هو كائن فضائي لا يشبه أي كائن حي، ويصفه كنفاني بأنه أسود ويشبه القماش أو المطاط، ورغم قدرته على الكلام، فإنه لا يشعر بالألم ويحتاج فقط إلى الماء للبقاء.
- الشرطي: هو أحد الشخصيات في القصة.[4]

## عن المسرحية
تتمحور المسرحية حول شخصية رئيسية، وهي المتهم الذي يُحاكم بتهمة قتل "الشيء"، وهو كائن فضائي سقط في شرفة منزله، أثناء محاكمته من قبل القاضيين المسؤولين عن التحقيق، يستعيد المتهم تفاصيل الأحداث منذ لحظة سقوط الكائن وحتى وفاته. يكشف النص كيف أن الشخصيات المحيطة به، خاصةً خطيبته ووالدتها، بالإضافة إلى شخصيات ثانوية أخرى، حاولت شراء الكائن لإجراء تجارب عليه، مما يعكس جشع الإنسان ورغبته في استغلال كل ما هو مجهول. تتطور الأحداث بشكل متسلسل حتى تصل إلى النهاية التي تنقلب فيها الأوضاع، فيتحول المتهم من مدان إلى بريء، مما يسلط الضوء على نقد اجتماعي وسياسي. في المسرحية يضع غسان كنفاني الاتهام على القضاة مرة وعلى المتهم مرة أخرى ويمتد ليشمل الجمهور وربما الجميع متهمون بقتل هذا "الشيء" الذي جاء من عالم آخر وهذا "الشيء" إما أن يكون قبعة أو نبيا. ويعترف المتهم بقتل هذا "الشيء" بقوله إننا في الواقع نقتل الذين لا نعرفهم. يقول غسان كنفاني عن هذه المسرحية في أحد رسائله إلى غادة السمان: وعبر هذا الازدحام الذي لا مثيل له أنهمك كالمصاب بالصرع في كتابة المسرحية التي تحدثنا عنها في السيارة ذات يوم، ذات ليلة.. أسميتها حكاية الشيء الذي جاء من الفضاء وقابل رجلاً مفلساً وأمس اقترحت لنفسي عنواناً آخر النبي والقبعة، على أساس أن القبعة تستر رأس الرجل من الخارج والنبيّ يستره من الداخل، ومازلت في حيرة، ولكن المسرحية تمشي على ما يرام إنني أكتبها لك.
استخدم كنفاني عدة تقنيات ملحمية مستوحاة من المسرح البريختي، مثل المناقشة والجدل، ومقارعة الحجة بالحجة، والمسرح داخل المسرح، إضافة إلى توظيف التراث العربي والأمثال الشعبية وتقطيع المشاهد، أبرز هذه التقنيات تجلت في المحكمة، حيث دارت مناقشات حادة بين المتهم وهيئة المحاكمة، كما استخدم تقنية المسرح داخل المسرح ليذكّر الجمهور بأن ما يُعرض مجرد عمل درامي، داعيًا إلى التأمل والتفكير في الواقع بدلاً من الاندماج العاطفي. كما لجأ كنفاني إلى النهايات المفتوحة، إذ لم يمنح الجمهور خاتمة تقليدية تُرضي المشاهد، بل ألقى عليهم مسؤولية استنتاج العبرة وتغيير الواقع. هدفه الأساسي كان التوعية والتنبيه، مستلهمًا عناصر التغريب البريختي التي تمنع المشاهد من الاستغراق العاطفي، وتحفزه ليكون مشاركًا وناقدًا. من خلال هذه المسرحية السياسية، ظهر كنفاني كمناضل ومقاوم بالكلمة، مسلطًا الضوء على قضايا الاستبداد والاحتلال، داعيًا إلى الحفاظ على الأرض والهوية رغم التهجير الذي عاناه هو وعائلته.

## المشاهد
تتكون المسرحية من ثلاثة مشاهد حيث يقوم الرقمان 1 و2 بإجراء محاكمة ضد المذنب، واتهامهما له بقتل "الشيء"، إلى جانب مواجهة "الشيء" وكشف أسراره، والتعامل مع السيدة. في المشاهد الثلاثة، تحوم أسئلة الوجود والبراءة والذنب والعلاقات غير الناجحة بسبب التسلسل الهرمي، وسؤال الحب، والخوف من كل جزء من الحياة، مما يؤدي إلى الكشف عن فجوة بين عالمين متعارضين. متهمًا بإيذاء "الشيء"، يحاول المذنب توجيه الأمور من خلال هذه الأسئلة المتعلقة بالبراءة والذنب، حيث تسلط الشرطة الضوء على كليهما على أمل الكشف عن المذنب الحقيقي، الذي يزعم أن فكرة الخوف من الغرباء التي زرعها المجتمع هي التي تسببت في رد الفعل المفرط مع الأخذ في الاعتبار أن "الشيء" كان غريبًا بالنسبة له عندما هبط في مكانه لأول مرة، كعودة فإن الرقمين 1 و2 سوف يعتبران الحسد والكراهية والماضي، المليء بمشاكل علاقتهما مع السيدة، والرهاب الذي لا نهاية له، عوامل تؤدي إلى الجريمة.
عند تكوين علاقة مع "الشيء"، يتم الكشف عن فجوة إنه لا يعرف الألم، والطريق إلى المتعة، كما وصفه المذنب لا يعرف مشاعر الخسارة، إنه بالكاد يعرف الجنس الآخر، وبالتالي يفتقر إلى الحب، ويفتقر إلى الشعور الذي لا يوصف به، والسعادة الخفية والشغف عليه كما يصفه المذنب يفتقر إلى دفء الشمس، ومغطى بالمطر، متهمين إياه مرة أخرى بقتل الشيء بتقنية جديدة لإلقاء الكلمات القاسية، يشير الرقمان 1 و2 إلى التناقض على المذنب، قائلين إنه بالكاد يعرف الحب، نفسه، وبالكاد لديه الكهرباء للحديث عن جمال ضوء الشمس. وتنطلق العلاقة إلى بُعد مختلف من معرفة الذات من خلال عالم مختلف، تحاول السيدة إغراء حبيبها لاتخاذ اتجاه جديد نحو الزواج والحياة الأفضل، وتطلب منه بيع الشيء الذي كانت هي ووالدتها تواجهانه بسبب محاولته المتهورة ليكون مضحكا أثناء تواجدهم على خشبة المسرح، حيث كانت المختبرات حريصة على الكشف عن هذا السر الكبير لـ "الشيء"، والملايين من الدولارات كانت ستذهب لإصلاح علاقته مع والدة السيدة، لكن الأمور بالنسبة له كانت أعمق بكثير مما كان يعتقده الجميع، "الشيء" هو الذي أظهر له العالم الحقيقي، كان الدخول في اللحظة معها، من شروق الشمس إلى الذهاب إلى الشاطئ، يشعرني بشعور مختلف، كما ادعى غاضبًا من طريقة تفكير السيدة بالإضافة إلى كل شيء آخر بالفعل، قام بطردها.

### المشهد الثاني
في المشهد الثاني، كانت التناقضات داخل الطبيعة البشرية هي السؤال الجديد.، أن تكون عالقا بين عالمين مختلفين هل هو رجل؟ أو شيء؟ أو كلاهما؟ "الشيء" جعله يشعر وكأنه نبي، يبدو الأمر وكأنه يحاول اكتشاف عالم جديد، مثل طفل يحاول اكتشاف أصابعه (48)، على حد وصفه، تبدأ الحجج عندما يسخر منه "الشيء" لأنه ليس منطقيًا بما فيه الكفاية، وأن نبوءته لم تصل إلى شخص واحد بالكاد، في حين يشير المذنب إلى حقيقة أن الشيء لم يكن لديه أي مشاعر تجاه صديقه المفقود القبعة، وأنه ربما يتسبب في نفس الدراما لكونه مخلوقًا مختلفًا في مكان آخر، مما يجعله ذا أهمية كبيرة، وربما نبيًا يقلل الشيء من أهمية الأمر، إذ لا يجد فرقًا بين القبعة والنبي.
تعود السيدة ووالدتها مع شخص من المختبر يريد شراء "الشيء"، واتضح أن الأم كانت ترتدي القبعة الخاصة، يشعر المذنب أن القبعة هي صديق "الشيء" يحاول كل الأكاذيب والطرق ليجعلها تبيعه له، لكنها توافق فقط على صفقة صعبة، أو بالكاد توافق على الإطلاق، ثم يظهر الرقمان 1 و 2، متهمين إياه مرة أخرى بالسرقة والغش، خاصة بعد سماع خططه مع "الشيء" في دمج عالميهما معًا. قال المذنب إنه أراد فقط العثور على الأنبياء، وفي نفس الوقت التأكد من أن السيدة ترتدي قبعة الأمان المثالية، كانت حجته مقنعة ومربكة إلى حد ما بالنسبة للرقمين 1 و2، عند شرح الاختلافات والأهمية بين موضوعي القبعات والأنبياء، لم يفهم الرقمان 1 و2 أي شيء، مما جعل المذنبين يشعرون بالغضب لأنهم لم يدركوا الفرق بين الغالي والرخيص، مما أدى إلى إدراك أن الناس لا يريدون مغادرة منطقة الراحة الخاصة بهم وهذا هو السبب في أنهم يناقشون القبعات بدلاً من الأنبياء.

### المشهد الثالث
في المشهد الثالث، تكرار للمشهدين الأول والثاني من الاتهامات والعدوانية والقتال من الرقمين الأول والثاني، والسيدة وأمها تؤذي رأسه، كان يقرأ الكثير من البريد، ويرد بشكل مفرط عبر التلغراف، بينما كان "الشيء" يصرخ بما في داخله من طلبات الشراء التي جاءت من كل مكان، الجامعات والمصانع والمنظمات، لقد انشغل كثيرًا في مرحلة ما، لدرجة أن "الشيء" مات من العطش. يظهر الرقمان 1 و 2، ويستعدان لعقوبة الإعدام، يدّعي المذنب أنه من الفضاء، ولم يكن شيئًا، هل كان نبياً؟ حلم؟ رسالة؟ مجهول. ثم تتصاعد الأمور عندما يتهم كل من على الأرض بأنهم مخطئون، وبسبب الارتباك ونقص الأدلة، أعلن الرقمان 1 و2 براءته، لكن المذنب وصفهما بالقسوة، وأصرا على أنهما بذلا قصارى جهدهما في القبض عليه. تنتهي المسرحية بصوت يوبخ المذنب لتركه "الشيء" يموت، لكنه يبدأ في التحرك مرة أخرى، مما يجعلهم يجتمعون وينطلقون معًا.

## اقتباسات
- الحب وحده لا يستطيع مهما بلغت حرارته أن يخبز رغيفاً.
- هل هناك أي شيء أكثر رعبًا في حياة الرجل الذي يخفي الحب في جيبه كسلاح أخير للدفاع عن نفسه؟[12]
- أن تصحو فتجد أنك لم تفعل شيئاً وأن ليس ما تستطيع أن تفعله، أن تتذكر فجأة أن لحظة ما في الماضي كانت في وقتها كل شيء بالنسبة لك.
- هل هناك ما هو أكثر رعباً في حياة إنسان كان يخبئ الحب في جيبه كسلاح أخير للدفاع عن نفسه؟
- الموت..يا إلهي! أن نراه قريباً إلى هذا الحد وأن ننتظره ليل نهار.
- إذا ولدت فكرة، فليس من الممكن التخلص منها، كل ما يمكنك فعله هو خيانتها.